# Mythimna l-album
Crochet blanc
Espèce
Synonymes
- Aletia l-album (Linnaeus, 1767)[1]

Mythimna l-album, communément appelé Crochet blanc ou L blanc, est une espèce de lépidoptères (papillons) nocturnes de la famille des Noctuidae.

## Répartition
Europe moyenne et du Sud, au Nord jusque dans les pays Baltes.

## Biologie
La chenille, polyphage, hiverne et vit sur diverses graminées. Plurivoltin.